# Самбай
Самба́й (каз. Самбай) — село у складі Алгинського району Актюбінської області Казахстану. Адміністративний центр Караагаського сільського округу.
Населення — 695 осіб (2021; 816 у 2009, 738 у 1999, 809 у 1989).